# Erma (padre della Chiesa)
Erma (in greco: Ἑρμᾶς, Hermâs; Aquileia, II secolo d.C. – ...) è stato uno scrittore greco, uno dei padri della Chiesa.

## Biografia
Secondo il Canone muratoriano fu originario di Aquileia e fratello di papa Pio I. Origene lo identificò con l'omonimo personaggio salutato da Paolo nel sedicesimo capitolo della Lettera ai Romani, ma ciò è ritenuto improbabile dagli studiosi moderni.

## Pastore
È l'autore del Pastore, un testo cristiano del II secolo. Si tratta del più lungo scritto del periodo dei cosiddetti "Padri apostolici" conservatosi; riveste un particolare interesse a causa del suo genere letterario apocalittico, per il messaggio di liberazione a proposito della penitenza post battesimale unica e per il ritratto della Chiesa di Roma verso il 150.
L'opera è annoverata fra i testi del Nuovo Testamento della più antica Bibbia conservatasi, il Codex Sinaiticus, ma non dal Canone muratoriano, che lo pone, pur lodandolo, fuori dai testi sacri.